# Directive Oiseaux
La directive 2009/147/CE  (appelée plus généralement directive Oiseaux) du 30 novembre 2009 est une directive prise par l'Union européenne afin de promouvoir la protection et la gestion des populations d'espèces d'oiseaux sauvages du territoire européen. Elle remplace la première directive Oiseaux 79/409/CEE du 2 avril 1979 (la présidence du Conseil de l'Union européenne étant assurée par la France) qui avait le même objet, intègre ses modifications successives et la codifie.
Cette protection s'applique aussi bien aux oiseaux eux-mêmes qu'à leurs nids, leurs œufs et leurs habitats. Par la mise en place de zones de protection spéciale, importantes pour la protection et la gestion des oiseaux, la directive Oiseaux consacre également la notion de réseau écologique, en tenant compte des mouvements migratoires des oiseaux pour leur protection et de la nécessité d'un travail transfrontalier.

## Contenu de la directive

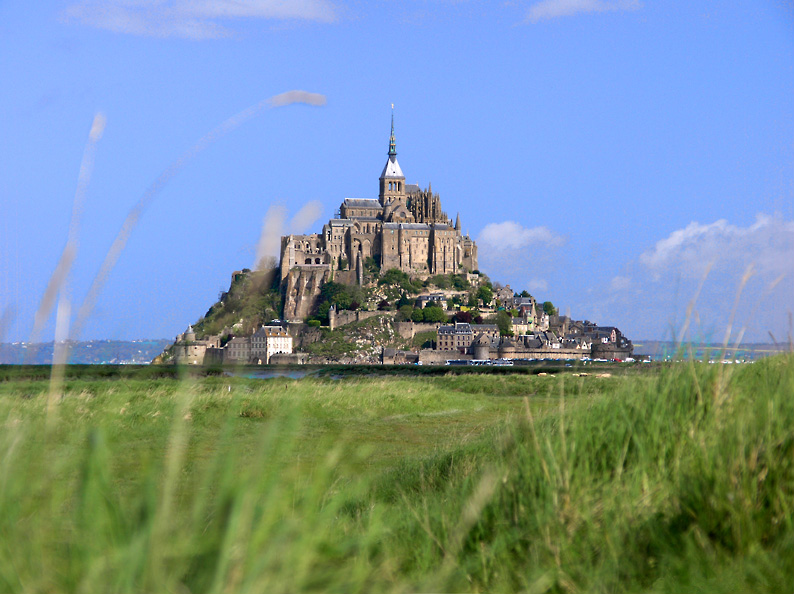
La baie du Mont-Saint-Michel en France, désigné ZPS en 1990.

La directive Oiseaux estime que, compte tenu des menaces que subissent un grand nombre de populations d'espèces européennes d'oiseaux sauvages, les États membres de l'Union européenne doivent engager des mesures visant à conserver « toutes les espèces d'oiseaux vivant naturellement à l'état sauvage sur le territoire européen. »
Pour les espèces d'oiseaux plus particulièrement menacées, listées à l'annexe I de la directive, les États membres doivent créer des zones de protection spéciale (ZPS). Des mesures, de type contractuel ou réglementaire, doivent être prises par les états membres sur ces sites afin de permettre d'atteindre les objectifs de conservation de la directive. Ces sites, avec les zones spéciales de conservation (ZSC) de la directive habitats faune flore, forment le réseau européen Natura 2000 de sites écologiques protégés. 
Concernant la chasse, la directive reconnaît le droit de chasse sur les espèces dont l'effectif, la distribution et le taux de reproduction le permet, « pour autant que des limites soient établies et respectées […] et que ces actes de chasse [soient] compatibles avec le maintien de la population de ces espèces à un niveau satisfaisant. » La liste des espèces autorisées à la chasse est donnée en annexe II (la partie 1 donne la liste des espèces autorisées à la chasse dans toute l'union, et la partie 2 celles autorisées seulement dans certains pays).
Pour les espèces d'oiseaux visées par la directive, sont interdits la destruction des individus mais aussi des nids, des œufs et des habitats, la vente et le transport pour la vente d'oiseaux vivants ou morts ou de toute partie obtenue à partir de l'oiseau. Une certaine souplesse est admise pour certaines espèces, listées à l'annexe III.
La directive propose également aux États membres d'encourager la recherche à des fins de gestion, de protection et d'exploitation raisonnée des espèces d'oiseaux sauvages du territoire européen. Une liste de thèmes particulièrement importants est énumérée en annexe V.
Afin de surveiller la bonne transposition de la directive, il est prévu que chaque état membre devra fournir un rapport d'application à la Commission européenne, tous les trois ans à compter de sa mise en application. Cette dernière a d'ailleurs déjà eu à poursuivre cinq États (Finlande, France, Grèce, Irlande et Italie) ne lui ayant pas transmis ce rapport comme ils étaient tenus de le faire avant le 1er octobre 1999, pour la période 1996-1998.
De plus, afin de pallier le manque de connaissances et l'évolution des phénomènes biologiques mis en jeu, la directive institue dans son article 16 un comité pour l’adaptation de la directive au progrès technique et scientifique. Ce comité, dénommé ORNIS, est composé de représentants des États membres et présidé par un représentant de la Commission.

## Application de la directive Oiseaux à travers l'Union
En 2006, le baromètre de l'application de la directive Oiseaux, publié dans la lettre d'information Natura 2000, présentait les résultats suivants pour les 25 États membres de l'Union européenne :
|                    | nombre de sites | superficie totale (km²) | superficie terrestre (%) | nombre de sites maritimes | superficie maritime (km²) |
| Pays membres       |                 |                         |                          |                           |                           |
| ------------------ | --------------- | ----------------------- | ------------------------ | ------------------------- | ------------------------- |
| Slovaquie          | 38              | 12 294,8                | 25,2                     | 0                         | 0                         |
| Slovénie           | 27              | 4 655,9                 | 23                       | 1                         | 2,9                       |
| Espagne            | 512             | 92 377,5                | 18,2                     | 20                        | 574                       |
| Hongrie            | 55              | 13 519,1                | 14,5                     | 0                         | 0                         |
| Estonie            | 66              | 12 160,8                | 12,8                     | 26                        | 6 394,3                   |
| Pays-Bas           | 77              | 10 109,3                | 12,5                     | 7                         | 4 912,5                   |
| Autriche           | 94              | 9 275,5                 | 11,1                     | 0                         | 0                         |
| Portugal           | 50              | 9 956,4                 | 10,1                     | 10                        | 622,1                     |
| Grèce              | 151             | 13 703,2                | 10,1                     | 4                         | 405                       |
| Belgique           | 229             | 2 964,4                 | 9,7                      | 0                         | 0                         |
| Lituanie           | 97              | 6 751,4                 | 9,6                      | 4                         | 519,5                     |
| Allemagne          | 551             | 47 841,4                | 8,9                      | 14                        | 16 216,9                  |
| République tchèque | 38              | 6 936,2                 | 8,8                      | 0                         | 0                         |
| Italie             | 503             | 24 864,9                | 8,1                      | 13                        | 396,2                     |
| Lettonie           | 73              | 5 286,3                 | 7,8                      | 1                         | 171                       |
| Pologne            | 72              | 33 156,3                | 7,8                      | 3                         | 8 794,5                   |
| Finlande           | 452             | 28 372,7                | 6,8                      | 65                        | 5 511,3                   |
| Suède              | 509             | 28 647,8                | 6,2                      | 107                       | 3 016,6                   |
| Danemark           | 113             | 14 708,9                | 5,9                      | 59                        | 12 173                    |
| Royaume-Uni        | 258             | 14 967,2                | 5,8                      | 3                         | 710,4                     |
| Luxembourg         | 12              | 139,2                   | 5,4                      | 0                         | 0                         |
| Irlande            | 131             | 2 814,8                 | 2,9                      | 66                        | 810,4                     |
| France             | 381             | 75 944,7                | 2,7                      | 52                        | 2 225,3                   |
| Malte              | 6               | 7,6                     | 2,4                      | 0                         | 0                         |
| Chypre             | 2               | 107,9                   | 1,9                      | 0                         | 0                         |
| Union européenne   | 4 317           | 412 564,3               | 8,9                      | 455                       | 63 455,7                  |

Les nouveaux états membres avaient pour obligation de désigner des ZPS et de proposer des SIC à la date de leur entrée dans l'Union (1er mai 2004). Ils ont tous soumis leur liste et l'évaluation est en cours.
En 2016, le réseau Natura 2000 de l'Union européenne compte 5 572 zones de protection spéciale (ZPS) pour les oiseaux et 23 726 zones spéciales de conservation (ZSC) pour les habitats et les espèces, ce qui représente 18,15 % de la surface terrestre du territoire de l'Union européenne et 6 % de la surface marine des eaux européennes,.

### Problèmes d'interprétation en matière de chasse
La chasse, selon les dispositions et considérants de la directive, est envisagée comme « une exploitation admissible » des espèces d'oiseaux, et la directive en elle-même ne soulève pas de difficultés particulières. Aucune date n’est clairement indiquée pour les périodes d'ouverture ou de fermeture de la chasse. Elle rappelle uniquement que les États doivent veiller à ce que 

« les espèces auxquelles s’applique la législation de la chasse ne soient pas chassées pendant la période nidicole ni pendant les différents stades de reproduction et de dépendance. Lorsqu’il s’agit d’espèces migratrices, ils veillent en particulier à ce que les espèces auxquelles s’applique la législation de la chasse ne soient pas chassées pendant leur période de reproduction et pendant leur trajet de retour vers leur lieu de nidification. »

### Royaume-Uni

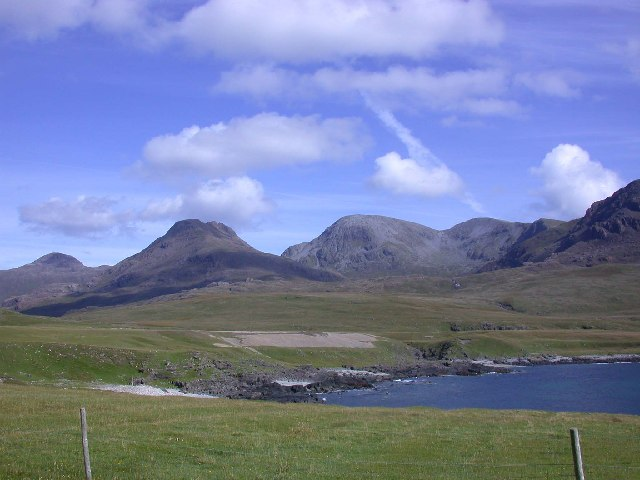
Vue de la colline de Rùm depuis le mausolée Harris.

La directive Oiseaux ne précisant pas de critères particuliers pour la désignation des ZPS (SPA pour Special Protection Areas en anglais), c'est le Joint Nature Conservation Committee, avec le soutien des agences nationales de conservation (Countryside council for Wales, English Nature, Scottish Natural Heritage et Environment and Heritage Service in Northern Ireland) et du gouvernement britannique qui a réalisé le SPA Selection Guidelines for the use in the UK.
Les trois premières SPA du Royaume-Uni ont été classées le 31 août 1982 selon les recommandations de ce guide méthodologique. Il s'agit des trois sites suivants :
- l'île de Rùm en Écosse au sud ouest de Skye ;
- les trois îles de Skomer, Skokholm et Middleholm au Pays de Galles ;
- la zone d'estuaire dite The Swale au sud-est de l'Angleterre.

Vers le milieu des années 1990, le gouvernement britannique a commandé au JNCC une revue de l'ensemble des SPA désignés au Royaume-Uni. Ce processus d'inventaire a abouti à la réalisation de ce qui est communément appelé le SPA Review. Un groupe de travail a ensuite été formé par le gouvernement, le SPAR SWG (Special Protection Aeras & Ramsar Scientific Working Group) afin d'élaborer une stratégie de développement du réseau de SPA.

### France
L'application de la directive en France a été rendue difficile surtout en ce qui concerne les dates d'ouverture et de fermeture de la chasse aux oiseaux migrateurs et aux oiseaux d'eau, et fait encore débat à l'heure actuelle.
À l'occasion du trentième anniversaire de la directive Oiseaux de 1979, un bilan de son application a été réalisé par la Ligue pour la protection des oiseaux. Il évalue l'évolution de la « santé » des oiseaux nicheurs, en se basant sur les données des effectifs reproducteurs.

#### Réseau de zones de protection spéciales (ZPS)
Dès 1988, la Cour de justice des Communautés européennes (qui est chargée d’interpréter les textes européens et de sanctionner leur éventuelle violation par les États membres) a conclu au manquement de la France à ses obligations de transposition des dispositions de cette directive dans la loi française. Après avoir pris un retard alarmant, dénoncé par la commission européenne, l'État français a pris des dispositions afin de combler son retard.
Ainsi, au 30 avril 2006, le réseau français de sites Natura 2000 comprenait 367 zones de protection spéciales, contre 117 en 1986, pour une superficie totale de 4 477 962 ha.
En 18 mois, la France a transmis un nombre de dossier à la commission se traduisant par un accroissement de la surface du réseau de 167 % au titre de la directive Oiseaux. Cet effort considérable permet de présenter, au 30 avril 2006, un réseau cohérent au regard des enjeux de sauvegarde de la biodiversité du territoire, comme la France s'y était fermement engagée auprès de la Commission européenne.
Les ZPS concernent principalement des sites littoraux et côtiers (Corse, Bretagne), des zones humides (Arcachon, la baie du Mont Saint-Michel, les basses vallées angevines, etc.) et les espaces protégés en haute montagne. Les autres milieux (forêts, tourbières, milieux bocagers, plaines céréalières) sont en revanche très peu représentés.
Avec les zones spéciales de conservation de la Directive habitats, le réseau des sites Natura 2000 couvraient 6 496 917 ha (hors milieux marins), soit 11,83 % du territoire métropolitain.
En 2018, le réseau Natura 2000 compte en France 1 776 sites dont 212 sites marins, comprenant 402 zones de protection spéciale (ZPS) pour les oiseaux et 1 374 zones spéciales de conservation (ZSC) pour les habitats et les espèces, ce qui représente 12,9 % de la surface terrestre métropolitaine (soit 7 millions d'hectares) et 33 % de la surface marine de la zone économique exclusive (soit 12,3 millions d'hectares),,

#### Débat sur les dates de la chasse
A la demande des chasseurs, la méthode qui a prévalu pour le gouvernement a été de mettre en place un système de fermeture échelonnée par espèce. Ce système a pourtant été jugé incompatible avec les objectifs de la directive par le Parlement européen, lors d'une consultation du 15 février 1996. Le rapporteur, Mme Van Putten, préconise d'ailleurs de durcir la directive Oiseaux, notamment son article 7 paragraphe 4, en imposant la fermeture de la chasse au plus tard le 31 janvier. Mais cela allant contre le principe de subsidiarité de l'Union européenne, les chasseurs rétorquent qu'il est nécessaire de prendre en compte les différences entre pays : de la Norvège au sud de l’Espagne, de la Laponie à la baie de Somme, les saisons et les mouvements migratoires ne sont pas les mêmes.
Cependant, cette date limite du 31 janvier refait surface quelques années plus tard, lors de la commande, le 12 mars 1999, par la ministre de l'Aménagement du territoire et de l'Environnement, Dominique Voynet, d'une étude sur les dates de migration et de nidification des oiseaux d'eau et des oiseaux migrateurs en France. Le but est de parvenir à éclaircir la situation et d'essayer d'obtenir un consensus avec les chasseurs, grâce à des données scientifiques. Un groupe de travail est formé autour du professeur Jean-Claude Lefeuvre, directeur de l'Institut d'écologie et de gestion de la biodiversité et chercheur au Muséum national d'histoire naturelle. Les conclusions principales de ce rapport sont notamment les suivantes :
- Concernant le principe de l'échelonnement des dates de chasse : les risques de confusion, du fait d'un déficit de connaissance naturaliste des chasseurs mais également d'une grande partie de la population, rendent difficile la détermination des multiples oiseaux d'eau chassables. Il est alors difficile de décliner les périodes de chasse espèce par espèce. « Le principe de date unique rendant opérationnelles les dispositions relatives à l’exercice de la chasse aux oiseaux migrateurs est donc à privilégier. »
- Concernant les dates de chasse en elles-mêmes : la confrontation des données actuelles sur la chronologie de la migration prénuptiale et sur la chronologie de la reproduction en France des oiseaux d'eaux et migrateurs chassables ou non met en évidence que « la période permettant d’assurer la plus grande sécurité des oiseaux d’eau et migrateurs chassables pendant leur migration prénuptiale et pendant leur reproduction s'étend du 31 janvier au 1er octobre. »

Les recommandations de ce rapport font grand bruit auprès des chasseurs et de l'ONCFS, mais également auprès de certains scientifiques extérieurs au débat. Ainsi, pour conclure sur la période optimale de protection du 31 janvier au 1er octobre, le rapport a, en effet, souvent tenu compte du comportement d’individus atypiques, ce qui le distingue profondément du rapport du comité ORNIS qui prend soin de préciser que « les données extrêmes, isolées et fluctuantes ont été exclues en raison de leur caractère incertain et parce qu’elles tombent en dehors des modèles de variation annuelle et intra–annuelle normaux. »
Selon le professeur Herby Kalchreuter, « ces conclusions ont été établies sur la base d’une recherche bibliographique très sélective et biaisée, conjuguée à une mauvaise interprétation des résultats des études. »[réf. nécessaire]
En 2006, l'affaire des dates d'ouverture et de fermeture de la chasse en France n'est toujours pas résolue. Les arrêtés ministériels du ministre de l'Écologie et du Développement durable sont régulièrement annulés par le Conseil d'État, comme ce fut le cas en 2001, puis régulièrement en 2002, l'échange s'accélérant en 2003 où deux arrêtés de la ministre Roselyne Bachelot ont été jugés et annulés par le Conseil d'État en moins d'une semaine.

## Avenir de la directive Oiseaux
En 2004, la célébration des 25 ans de la première directive Oiseaux s'est conclue notamment par la signature d'un protocole d'entente entre Birdlife International et la Fédération des associations de chasse et conservation de la faune sauvage de l'UE qui a marqué un tournant positif dans les relations entre ces parties prenantes jouant un rôle important dans la conservation des oiseaux.
Face à la multiplication des confrontations nées des diverses interprétations de la directive, la Commission européenne a jugé bon de mettre en place dès 2001 une initiative en faveur d'une chasse durable afin de relancer le dialogue. Ayant pour but de concilier la pratique de la chasse et la conservation des populations d'oiseaux sauvages du territoire européen, cette initiative a conduit à la rédaction en août 2004 d'un guide sur la chasse en application de la directive Oiseaux. Basé sur des données scientifiques solides et dans le cadre juridique existant, ce guide a pour but de préciser l'interprétation qui doit être faite de la directive et de certains de ses articles (notamment les articles 7 et 9), ainsi que sur l'abondante jurisprudence communautaire et française.
Mais la directive Oiseaux, en plus du poids des confrontations au sujet de la chasse, est accusée de ne pas s'appliquer à un territoire suffisamment large, puisqu'elle ne concerne qu'une partie du territoire des populations migratrices du paléarctique occidental (de l'Afrique de l'Ouest à la Russie). L'élargissement de l'Union de 9 à 15 puis 25 pays en 2004 tend à parer à ce manque, mais reste insuffisant.
Une nouvelle piste se dessine quant à une protection plus large de l'avifaune du paléarctique occidental. Dans le cadre global fixé par la Convention de Bonn est l'accord sur la conservation des oiseaux d’eau migrateurs d’Afrique-Eurasie du 16 juin 1995, dit accord AEWA. L'Union européenne a signé l'accord AEWA le 1er octobre 2005. C’est une avancée importante, qui devrait être considérée comme un élément significatif par le juge communautaire et le juge national. Mais beaucoup de ses dispositions constituent des recommandations, plus que des obligations. L'accord AEWA ne concerne que le gibier d’eau et non les espèces migratrices en général.
Dans le cadre de la mise en place d'une politique encore plus complète et efficace de protection et de conciliation des usages, l’exemple de l’Amérique du Nord est à cet égard très intéressant. En 1988, les États-Unis, le Canada et le Mexique ont mis en place un système de gestion commun pour les canards et les oies. Ce dispositif permet de moduler le prélèvement, espèce par espèce, pour chacune des grandes voies de migration. Un tel dispositif, s’appuyant sur un réseau efficace d’observation et d’analyse scientifique, permettrait une approche beaucoup plus réaliste de la nécessaire conciliation de la chasse et de la conservation des espèces. L’élargissement de l’Union européenne, en étendant sensiblement l’aire d’action de l’Union, et en faisant de certains États cruciaux en ce domaine, tels que la Russie ou l’Ukraine, des États limitrophes, devrait favoriser largement une telle démarche.

## Sources

### Texte réglementaire
- Directive  2009/147/CE du Parlement européen et du Conseil concernant la conservation des oiseaux sauvages, 32009L0147, adoptée le 30 novembre 2009, JO du 26 janvier 2010, p. 7-25, entrée en vigueur le 15 février 2010  [consulter en ligne, notice bibliographique]

## Compléments